# León Martinetti
Pour les articles homonymes, voir Martinetti (homonymie).
León Martinetti, né le 31 juillet 1926 et décédé le 15 décembre 1999, est un ancien joueur argentin de basket-ball.